# Station Rudnik nad Sanem
Station Rudnik nad Sanem is een spoorwegstation in de Poolse plaats Rudnik nad Sanem.